# 차상광
차상광(車相光, 1963년 5월 31일 ~ )은 대한민국의 전 축구 선수 및 지도자이다. 차상해 감독과 형제 사이다.
현재 제주 유나이티드 FC GK 코치로 재직중이다.

## 클럽 경력
1986년, 럭키금성 황소 소속으로 성인 축구 선수 경력을 시작하였으며 1991년 12월 6일 포철 유니폼을 입었는데 이 과정에서 LG는 1달 전인 11월 20일 1992 K리그 드래프트 1순위로 지명한 전경준을 차상광과 함께 포철로 넘겼고 포철은 수비수 손형선과 골키퍼 박철우를 LG로 넘겼다.
이후, 1994년 2월 17일 유공에 현금 트레이드되었으나 그 해 10월 말 박성화 감독이 3년 임기 종료로 팀을 떠난 뒤 후임으로 부임한 니폼니시 감독에 의해 영입된 샤샤가 들어오자 1990년부터 1991년까지 LG(1991년부터 구단명 변경)에서 한솥밥을 먹은 김상진과의 맞트레이드를 통해 12월 14일 친정 LG로 돌아왔는데 1995년 아디다스컵과 하이트배 전기리그에서 주전 자리를 꿰찼으나 후기리그에서는 김봉수에게 주전 자리를 빼앗겼고 결국 그 해 12월 LG에서 방출된 후 유공으로 복귀했는데 유공은 1994년 입단한 2년생 김민철이 전남으로 이적한 데다가 쓸만한 토종 골키퍼로는 또다른 2년생 이용발 밖에 없어 차상광을 재영입했다.
하지만, 1996년 아디다스컵에서는 이용발에게 밀려 단 한차례도 출전하지 못하는 등 설 자리를 잃어 1996년 12월 27일 유공에서 자유계약선수로 풀린 뒤 은퇴를 선언했다.
그 뒤, 1996년 시즌 후 박동우를 유공으로 트레이드시킨 뒤 유일하게 남은 토종 골키퍼이자 다음 해 아디다스컵에서 주전으로 발탁된 김해운이 같은 해 4월 16일 전북전에서 뜻밖의 부상을 당하여(후반 17분 사리체프와 교체) 시즌을 마감하면서 쓸만한 토종 골키퍼가 부족해진 일화에서 4월 21일 영입했지만 1998년과 1999년에는 김해운 때문에 한 차례도 출전하지 못했으며 결국 1999년 시즌 후 은퇴했다.
한편, 주말 2연전 제도가 시행된 87년 당시 럭키금성의 제2홈구장이었던 청주에서 현대전 2경기 연속 무실점(9월 26일 1-0 27일 0-0 무)을 기록하기도 했는데 주말 2연전 제도는 선수 부상 등의 문제점 탓인지 1년 만에 폐지됐고 프로야구의 사례를 본따서 전년도에 홈팀이 흰색 유니폼, 원정팀이 유색 유니폼을 입어야 하는 규정이 시행된 것은 1년 만에 반대 형식으로 바뀌었다.

## 국가대표팀 경력
1992년 다이너스티컵, 1994년 히로시마 아시안게임, 1995년 코리아컵 대회에 국가대표로 활약했다.
히로시마 아시안게임에서는 어이 없는 플레이로 실점을 해 비난을 받은적이 있다.

## 지도자 경력
친정팀인 성남 일화 천마의 GK 코치를 맡았다.
이후 국가대표 U17 국가대표팀과 U-23국가대표팀, 성인국가대표팀 코치를 역임하였다.

## 수상 내역

### 클럽
럭키금성 황소
- K리그 우승 1회 : 1990

 포철 아톰즈
- K리그 우승 1회 : 1992

 유공 코끼리
- 아디다스컵 우승 1회 : 1994

### 개인
럭키금성 황소
- K리그 베스트 11 수상 1회 : 1989
- K리그 우수 GK상 수상 1회 : 1989